# Llot bentonític
El llot bentonític és una barreja de bentonita amb aigua.
La bentonita és un tipus d'argila montmorilonítica de molt alt límit líquid. Això implica que encara que se li afegeixi molta aigua, la barreja no perd estabilitat o consistència.
Els llots bentonítics tenen una propietat molt important, que els fa molt útils en construcció. Quan un llot bentonític és pastat sense que es produeixi variació d'aigua, perd resistència, comportant-se com un fluid. En canvi, torna a adquirir aquesta resistència un cop entra en repòs. Vegeu tixotropia.

## Aplicacions del llot bentonític
La principal aplicació de llot bentonític està vinculada a les excavacions. Quan s'està excavant una rasa, el llot bentonític evita que es produeixin despreniments en aquesta. Això es dona en l'execució dels murs pantalla.
A més, en terrenys tous en els que es produirien despreniments, els llots bentonítics s'introdueixen pels porus del terreny, formant el pastís o cake, que és una barreja de la sorra o grava del terreny, amb l'argila de la bentonita. Aquest cake confereix al terreny de les parets de l'excavació una major cohesió.
Quan el llot bentonític s'empra en excavacions, sol servir per a extreure les detritus del terreny. Això s'aconsegueix recirculant constantment. Per això, es fa necessària una neteja d'aquest, eliminant les restes de detritus que contingui en extreure'l de la rasa.